# 吕德懋
吕德懋（？—1031年），辽朝（契丹）政治人物，辽圣宗、辽兴宗时南府宰相。
辽圣宗统和十二年（994年）六月，甲午科进士，中状元。与张俭等以文才被辽圣宗器重，历任为三司使。开泰七年（1018年）四月壬辰，吕德懋升任枢密副使。十一月壬戌，吕德懋知吏部尚书。太平二年（1022）任南府宰相。辽兴宗即位，吕德懋任相职如故。景福元年（1031年）十月戊寅，于宰相任上去世。